# 色楞格河
色楞格河（俄语：Селенга́）是一條流經蒙古國和俄羅斯的河流。中国古籍作薛灵河、仙俄河、娑陵水等。今名“色楞格”蒙古语意为“露水”，因附近草原到处可见晶莹的露水而得名。
该河干流長992公里（其中409公里在俄罗斯境内），流域面積447000平方公里。是葉尼塞河－安加拉河的源頭之一。左岸支流有额金河、吉达河等，右岸支流有鄂爾渾河、楚庫河、希洛克河、乌达河等。

## 水文环境
色楞格河全长1024千米，蒙古境内615千米；流域总面积42.5万平方千米，蒙古境内28.2万平方千米，占蒙古国所有河流流域总面积的66%。发源于杭爱山脉北坡，由伊德爾河和德勒格尔木伦河汇合而成，向东北流经蒙古北部，在蒙俄邊界的蘇赫巴托爾与鄂尔浑河汇合后北流进入俄罗斯境内，最后注入貝加爾湖。河水补给主要靠地下水、融雪水和雨水，全年水量丰沛。河床宽70-200米，深约2米。上游水流湍急，河床落差720米，多急流瀑布，水力资源丰富；中下游河段水势平缓，河谷宽广，沿岸林木茂盛，草原肥美。每年10-11月开始结冰，次年4-5月解冻，结冰期6个月。色楞格河多年平均径流量300亿立方米，是蒙古高原最主要的水资源来源。苏赫巴托尔以下河面不冻期可通航。

## 人类活动
旧石器时代晚期色楞格河一带即有人類活動，古代的蔑儿乞部落驻牧于今鄂尔浑河、色楞格河流域下游一带。

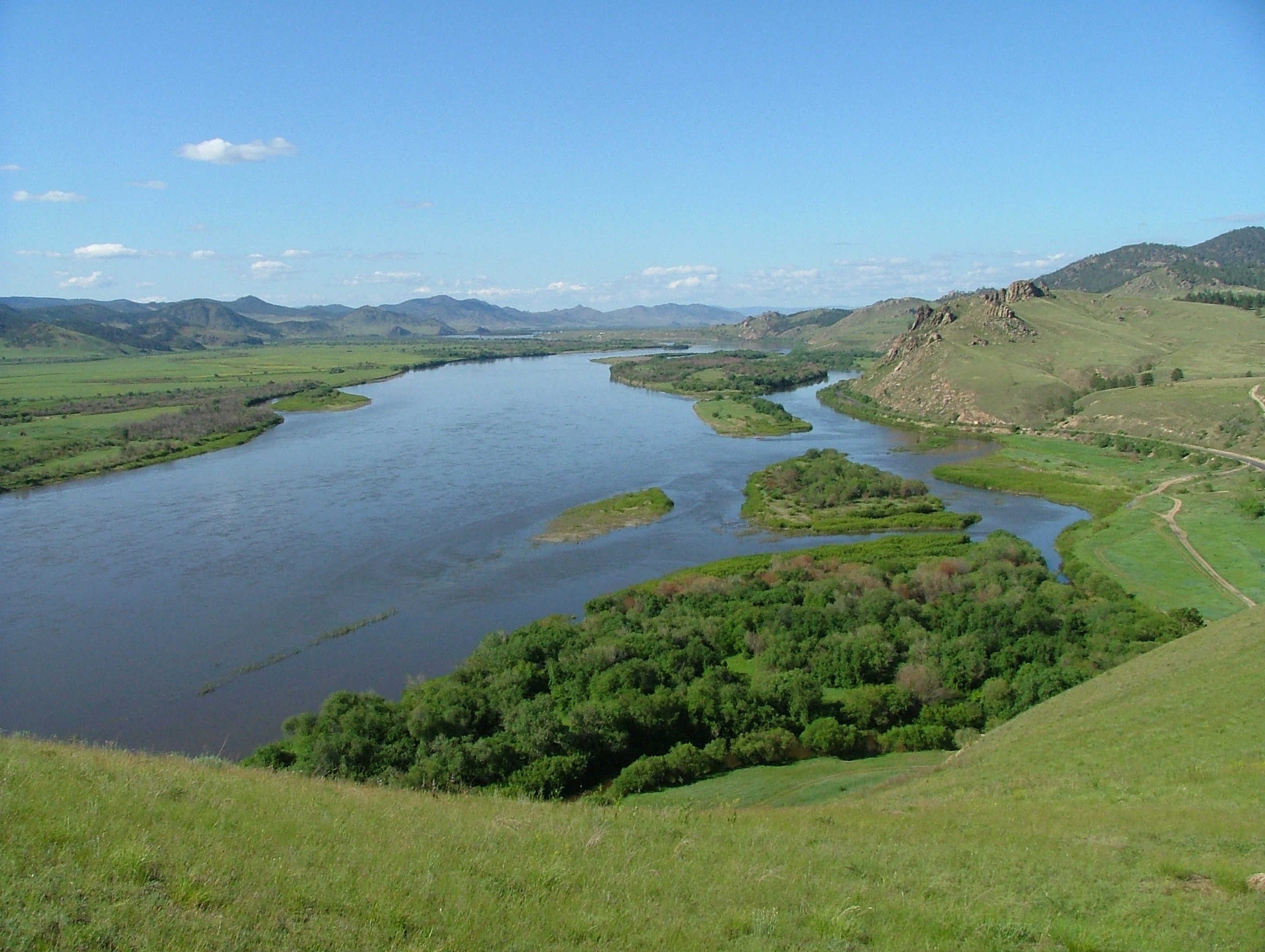
在俄羅斯境內的色楞格河

该河流经蒙古国重要的农牧经济区，为蒙古进入亚洲俄罗斯的平坦通道。西伯利亚大铁路循河谷上溯至俄罗斯的乌兰乌德，并有一支线向南延伸至苏赫巴托尔，然后通往蒙古首都乌兰巴托，成为连接蒙俄两国的经济命脉。

## 流域

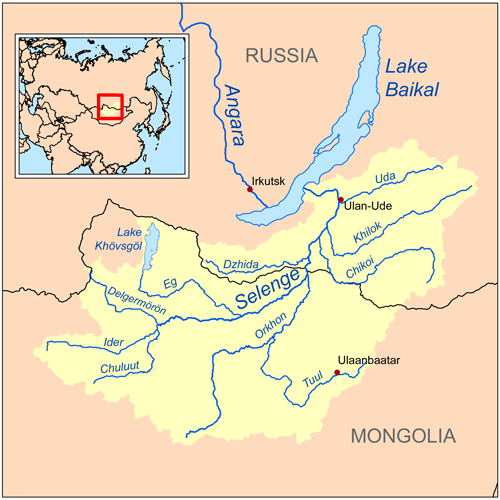
色楞格河流域（黄色）：
Selenge：色楞格河
Angara：安加拉河
Chikoi (Chikoy)：楚库河
Chuluut：楚魯特河
Delgermoron：德勒格尔木伦河（德勒格尔河）
Dzhida：吉达河
Eg (Egiin)：额金河
Ider：伊德尔河
Khilok：希洛克河
Orkhon：鄂尔浑河
Tuul：土拉河
Uda：乌达河
Ulan-Ude：乌兰乌德